# 와룡공원
와룡공원(臥龍公園)은 서울특별시 종로구 명륜3가와 와룡동 등에 위치한 공원이다. 북악산 동쪽 기슭의 성균관대학교 부근에 조성되었다.
1940년에 처음으로 공원 용지로 지정되었으나, 공원으로 조성되지는 않아 1981년 당시에는 서류상으로만 공원이었다. 1988년 11월에 종로구청에서는 와룡공원을 1991년까지 조성하겠다고 밝혔다.